# Leipzig-Klasse (1877)
Die Leipzig-Klasse war eine Klasse von zwei Gedeckten Korvetten, die in den 1870er-Jahren für die deutsche Kaiserliche Marine gebaut wurden. Die Schiffe waren Leipzig und Prinz Adalbert. Ursprünglich sollten die Schiffe nach bedeutenden Schlachten benannt werden. So wurde die Leipzig nach der Völkerschlacht bei Leipzig benannt und die Prinz Adalbert sollte nach der Schlacht von Sedan entsprechend Sedan genannt werden. Um aber Frankreich nicht zu verärgern, wurde das Schiff kurz nach seinem Dienstantritt umbenannt. Eigentlich sollte die Leipzig-Klasse auf der Ariadne-Klasse basieren, letztlich wurden ihre Schiffe jedoch bedeutend größer gebaut, hatten eine stärkere Bewaffnung und im Gegensatz zur Holzbauweise der Korvetten der Ariadne-Klasse eine Eisenrumpfkonstruktion. Damit waren die Schiffe die ersten Korvetten der Kaiserlichen Marine, die mit Eisenrümpfen gebaut wurden.
Die Korvetten der Klasse wurden Anfang der 1870er-Jahre im Rahmen eines großen Marinebauprogramms bestellt und sollten auf ausgedehnten Einsatzfahrten in überseeischen Interessensgebieten des deutschen Kaiserreichs und innerhalb der Flotte Dienst tun. Die britischen Erfahrungen während des Seegefechts von Pacocha im Jahr 1877 überzeugten die deutsche Admiralität dann aber davon, dass ungepanzerte Kriegsschiffe gegen die hauptsächlich von den europäischen Marinen gebauten Flotten von Panzerschiffen nutzlos waren. So wurden Leipzig und Prinz Adalbert nur auf den Auslandsstationen eingesetzt, häufig auch, um im Sinne einer Kanonenbootpolitik deutsche Interessen mittels Machtprojektion zu schützen und die Expansion des deutschen Kolonialreichs ab den 1880er-Jahren voranzutreiben.
Die Schiffe hatten als Hauptbewaffnung eine Batterie aus zwei 17-cm-Ringkanonen mit Kaliberlänge L/25 und zehn 17-cm-Ringkanonen mit Kaliberlänge L/20 und verfügten über eine vollständige Segelausrüstung, um die ebenfalls vorhandene Dampfmaschine auf langen Einsatzfahrten in Übersee zu ergänzen. 1884 wurden die Schiffe in Kreuzerfregatten umklassifiziert.
Die Schiffe unternahmen in den späten 1870er- und frühen 1880er-Jahren jeweils zwei lange Auslandsfahrten, hauptsächlich nach Ostasien. 1878 war die Leipzig in einen diplomatischen Streit mit Nicaragua, die sogenannte Eisenstuck-Affäre, verwickelt. Die Prinz Adalbert wurde eingesetzt, um das wachsende deutsche Kolonialreich in Afrika zu sichern. Mitte der 1880er-Jahre wurde die Leipzig stark umgebaut, um sie als Geschwader-Flaggschiff auf ausländischen Stationen einsetzen zu können. Sie diente in dieser Funktion von 1888 bis 1893 als Flaggschiff des Permanenten Kreuzergeschwaders. Während dieser Dienstzeit nahm sie am Einsatz gegen den Aufstand der ostafrikanischen Küstenbevölkerung in Deutsch-Ostafrika in den Jahren von 1888 bis 1890 teil. Anschließend wechselte sie zwischen Ostafrika, China und Chile, wo sie während des chilenischen Bürgerkriegs von 1891 deutsche Staatsangehörige schützte. In der Zwischenzeit wurde die Prinz Adalbert ab 1886 als Schulschiff genutzt und diente drei Jahre in dieser Funktion, bevor sie im Mai 1890 zu einem Wohnschiff umgebaut wurde. 1907 wurde sie zur Verschrottung verkauft. Zu diesem Zeitpunkt war auch die Leipzig bereits seit 1895 ein stationäres Wohn- und Ausbildungsschiff. 1919 sank sie durch einen Unfall. 1921 wurde das Schiff gehoben und ebenfalls zur Verschrottung verkauft.

## Entwurf
Die Entwicklung der Leipzig-Klasse geht auf den Flottenplan von 1867 zurück, der von Eduard Jachmann erstellt wurde. Der Plan beinhaltete ein Expansionsprogramm zur Stärkung der preußischen Marine nach dem Deutschen Krieg und sah insgesamt zwanzig Schraubenkorvetten vor. Als 1871 die Entwurfsarbeiten für die Leipzig–Klasse begannen, hatten die deutschen Staaten unter preußischer Führung den Deutsch-Französischen Krieg gewonnen und das Deutsche Reich begründet. General Albrecht von Stosch, der neue Chef der Kaiserlichen Admiralität, nahm Jachmanns Plan für ungepanzerte Korvetten in seinen Flottenplan von 1873 auf. Zeitgleich wurde innerhalb der Kaiserlichen Marine über die Verwendung von Eisen für den Bau des Rumpfes großer Kriegsschiffe anstelle der traditionellen Holzbauweise debattiert. Die Preußen-Klasse, die erste Klasse von deutschen Kriegsschiffen mit Eisenrümpfen, die 1868 begonnen worden war, erwies sich als Erfolg, ebenso wie die britische Schraubenfregatte Inconstant, das erste eiserne Kriegsschiff der Welt, das für den Einsatz auf langen Reisestrecken vorgesehen war. Infolgedessen beschloss die Bauabteilung, einen Eisenrumpf für das neue Korvettendesign zu verwenden.
Die Leipzig wurde ursprünglich unter dem Namen Thusnelda als verbesserte Korvette der Ariadne-Klasse bestellt, die mit der Freya identisch war. Noch vor dem Beginn der Arbeiten wurde sie allerdings in ein wesentlich größeres Design überarbeitet. Das neue Design wurde von 1871 bis 1872 vorbereitet und die Arbeiten begannen zwei Jahre später. Die Konstrukteure hatten beabsichtigt, die Schiffe zusätzlich zu den normalen Kreuzeraufgaben wie der Repräsentation, dem Schutz der deutschen Handelsschifffahrt und der Sicherung deutscher wirtschaftlicher Interessen im Ausland sowie als Aufklärungsschiffe für die Hauptflotte einzusetzen. Kurz bevor die Arbeiten an den beiden Korvetten abgeschlossen waren, kämpften jedoch die britische Fregatte Shah und die Korvette Amethyst in dem Seegefecht von Pacocha gegen das peruanische Panzerschiff Huáscar. Dieses Gefecht zeigte, dass ungepanzerte Kriegsschiffe gegen moderne gepanzerte Kriegsschiffe praktisch nutzlos waren. Für Leipzig und Prinz Adalbert sah man daher von einem Einsatz innerhalb der Flotte ab und die Schiffe wurden ausschließlich auf den überseeischen Auslandsstationen eingesetzt, wo ein Zusammentreffen mit feindlichen gepanzerten Einheiten als unwahrscheinlich galt. Carl Paschen, der später während seiner Karriere beide Schiffe befehligte, beschrieb sie als „lebenswerte Schiffe“ und lobte ihre geräumigen Rümpfe, die sich als gut geeignet für die langen Auslandseinsätze erwiesen.

## Technik

### Schiffsmaße
Die Schiffe der Leipzig–Klasse hatten eine Kielwasserlinie von 87 m und eine Länge über alles von 87,5 m. Sie waren 14 m breit und hatten einen Tiefgang von 6,2 m vorn und 6,9 m achtern. Die Verdrängung lag zwischen 3.980 t und 4.626 t bei Volllast.
Die Schiffsrümpfe wurden mit Eisenrahmen in Quer- und Längsrichtung mit zwei Schichten Holzplanken und einer Kupferummantelung konstruiert, um Biokorrosion bei den längeren Einsätzen in Übersee zu verhindern, wo Werftanlagen nicht ohne Weiteres verfügbar waren. Die Rümpfe waren durch sieben wasserdichte Schotts unterteilt. Die Leipzig wurde Mitte der 1880er-Jahre stark umgebaut und ihr Rumpf durch neun und später zehn Schotts unterteilt. Zum Schutz des Maschinenraumes waren die Schiffe außerdem mit einem doppelten Boden darunter ausgestattet. 
Leipzig und Prinz Adalbert waren steife Schiffe, die stark rollten und neigten, besonders wenn ihre Brennstoffbunker voll waren. Unter Segeln hatten sie nur begrenzte Leistung. Die Schiffsbesatzung bestand aus 39 Offizieren und 386 Mannschaften. Jedes Schiff trug eine Reihe kleinerer Boote, darunter ein Wachboot, zwei Barkassen, eine Pinasse, einen Kutter, zwei Jollen und ein Dingi.

### Antrieb
Die Schiffe wurden von einer einzigen horizontalen 3-Zylinder-Schiffsdampfmaschine angetrieben, die einen 2-Blatt-Propeller mit einem Durchmesser von 6 m antrieb. Für Dampf sorgten zehn kohlebefeuerte Kofferkessel auf der Leipzig und sechs Kessel auf der Prinz Adalbert. Diese waren in einem einzelnen Kesselraum untergebracht. Die Abgase wurden in einen einzelnen einziehbaren Schornstein geleitet. Die Leipzig hatte eine geplante Geschwindigkeit von 14 Knoten (26 km/h), erreichte jedoch bei Geschwindigkeitsversuchen 15,8 Knoten (29,3 km/h) bei 6050 PS (5970 ihp). Die Prinz Adalbert hatte eine ähnliche Leistung. Die Schiffe hatten bei einer Geschwindigkeit von 10 Knoten (19 km/h) eine Reichweite von 2.330 Seemeilen (4.320 km). Bei einer Geschwindigkeit von 14 Knoten fiel ihre Reichweite auf 1.580 sm (2.930 km). Beide Schiffe waren als Vollschiff getakelt, um ihre Dampfmaschinen auf Langstreckenfahrten zu ergänzen.
Als sie Mitte der 1880er-Jahre modernisiert wurde, erhielt die Leipzig neue Kessel, welche die Installation eines zweiten Schornsteins erforderten, der im Gegensatz zu ihrem ursprünglichen Schornstein nicht einziehbar war. Ihre ursprüngliche Schraube wurde durch einen vierflügeligen Propeller mit einem Durchmesser von 5,8 m ersetzt. Ein elektrischer Generator wurde installiert, der 9,1 Kilowatt (12,2 PS) bei 55 Volt produzierte.

### Bewaffnung
Die Schiffe der Leipzig-Klasse waren mit einer Batterie von zwölf 17,0-cm-Kanonen bewaffnet. Zwei der Kanonen waren für Verfolgungsfahrten im Bug montiert, während sich der Rest auf den Breitseiten an Back- und Steuerbord befand. Für die Kanonen mit einer Reichweite von 5000 m wurden insgesamt 1226 Granaten mitgeführt. In der späteren Dienstzeit wurden die Schiffe mit vier 3,7-cm-Hotchkiss-Revolverkanonen sowie vier 35-cm-Torpedorohren nachgerüstet. Die Torpedorohre waren oberhalb der Wasserlinie, zwei im Bug und ein weiteres auf jeder Seite, installiert. Die Schiffe trugen insgesamt zehn Torpedos.